# Phrynops
Phrynops – rodzaj żółwi z rodziny matamatowatych (Chelidae).

## Zasięg występowania
Rodzaj obejmuje gatunki występujące w Ameryce Południowej (Kolumbia, Wenezuela, Gujana, Surinam, Gujana Francuska, Brazylia, Ekwador, Peru, Boliwia, Paragwaj, Argentyna i Urugwaj).

## Systematyka

### Etymologia
- Phrynops: gr. φρυνη phrunē, φρυνης phrunēs „ropucha”; ωψ ōps, ωπος ōpos „wygląd, oblicze”[2].
- Spatulemys: łac. spatula „łyżka”, od zdrobnienia spatha „szpachla”, od gr. σπαθη spathē „szpachla”[6]; εμυς emus, εμυδος emudos „żółw wodny”[7]. Gatunek typowy: Spatulemys lasalae J.E. Gray, 1872 (= Platemys hilarii A.M.C. Duméril & Bibron, 1835).

### Podział systematyczny
Do rodzaju należą następujące gatunki:
- Phrynops geoffroanus (Schweigger, 1812)
- Phrynops hilarii (A.M.C. Duméril & Bibron, 1835) – ropuchogłówka argentyńska[8]
- Phrynops tuberosus (Peters, 1870)
- Phrynops williamsi Rhodin & Mittermeier, 1983